# Хотинская городская община
Хотинская городская община (укр. Хотинська міська громада) — территориальная община в Днестровском районе Черновицкой области Украины.
Административный центр — город Хотин.
Площадь общины — 182,15 км², население — 17884 жителя (2023).
В соответствии с распоряжением Кабинета Министров Украины от 12 июня 2020 года, в состав общины вошла территория Хотинского городского совета, а также Анадолского, Атакского, Беловецкого, Ворничанского, Данковецкого, Каплёвского, Круглицкого, Крутеньковского, Пашковецкого и Яровского сельских советов упразднённого Хотинского района

## Населённые пункты
В состав общины входит 1 город и 10 сёл:
- Город Хотин
  - Атаки
- Беловецкий старостинский округ:
  - Беловцы
  - Крутеньки
  - Яровка
- Данковецкий старостинский округ:
  - Анадолы
  - Ворничаны
  - Данковцы
  - Каплёвка
- Круглецкий старостинский округ:
  - Круглик
  - Пашковцы